# Grönländische Fußballmeisterschaft 2005
Die Grönländische Fußballmeisterschaft 2005 war die 43. Spielzeit der Grönländischen Fußballmeisterschaft.
Meister wurde zum fünften Mal B-67 Nuuk.

## Teilnehmer
Folgende Mannschaften nahmen an der Schlussrunde teil:
- Eqaluk-56 Ikerasak
- FC Malamuk Uummannaq
- UB-68 Uummannaq
- G-44 Qeqertarsuaq
- N-48 Ilulissat
- Aasiak-97 Aasiaat
- Kâgssagssuk Maniitsoq
- B-67 Nuuk

## Modus
Wie im Vorjahr ist nur die Schlussrunde überliefert. Untypischerweise kommen fast alle Mannschaften aus der Diskobucht oder Nordgrönland. K-33 Qaqortoq aus Südgrönland konnte aus logistischen Gründen nicht teilnehmen und wurde durch die Mannschaft aus Ikerasak ersetzt. Kugsak-45 Qasigiannguit wurde nach der Qualifikation disqualifiziert und ebenfalls ersetzt. Die Schlussrunde wurde vom 25. bis zum 30. August in Uummannaq und wie üblich in zwei Vierergruppen ausgetragen, wonach eine K.-o.-Phase folgte.

## Ergebnisse

### Vorrunde
Gruppe A
| Pl. | Verein                | Sp. | S | U | N | Tore    | Diff. | Punkte |
| --- | --------------------- | --- | - | - | - | ------- | ----- | ------ |
| 1.  | B-67 Nuuk             | 3   | 3 | 0 | 0 | 009:100 | +8    | 09     |
| 2.  | FC Malamuk Uummannaq  | 3   | 2 | 0 | 1 | 004:400 | ±0    | 06     |
| 3.  | Aasiak-97 Aasiaat     | 3   | 1 | 0 | 2 | 006:600 | ±0    | 03     |
| 4.  | Kâgssagssuk Maniitsoq | 3   | 0 | 0 | 3 | 001:900 | −8    | 0      |

|                      | Ergebnis |                       |
| -------------------- | -------- | --------------------- |
| Aasiak-97 Aasiaat    | 1:3      | FC Malamuk Uummannaq  |
| B-67 Nuuk            | 4:0      | Kâgssagssuk Maniitsoq |
| FC Malamuk Uummannaq | 1:0      | Kâgssagssuk Maniitsoq |
| Aasiak-97 Aasiaat    | 1:2      | B-67 Nuuk             |
| FC Malamuk Uummannaq | 0:3      | B-67 Nuuk             |
| Aasiak-97 Aasiaat    | 4:1      | Kâgssagssuk Maniitsoq |

Gruppe B
| Pl. | Verein             | Sp. | S | U | N | Tore    | Diff. | Punkte |
| --- | ------------------ | --- | - | - | - | ------- | ----- | ------ |
| 1.  | N-48 Ilulissat     | 3   | 3 | 0 | 0 | 014:500 | +9    | 09     |
| 2.  | G-44 Qeqertarsuaq  | 3   | 1 | 1 | 1 | 012:600 | +6    | 04     |
| 3.  | UB-68 Uummannaq    | 3   | 1 | 1 | 1 | 007:900 | −2    | 04     |
| 4.  | Eqaluk-56 Ikerasak | 3   | 0 | 0 | 3 | 004:170 | −13   | 0      |

|                    | Ergebnis |                    |
| ------------------ | -------- | ------------------ |
| N-48 Ilulissat     | 8:3      | UB-68 Uummannaq    |
| G-44 Qeqertarsuaq  | 10:30    | Eqaluk-56 Ikerasak |
| Eqaluk-56 Ikerasak | 0:3      | UB-68 Uummannaq    |
| G-44 Qeqertarsuaq  | 1:2      | N-48 Ilulissat     |
| Eqaluk-56 Ikerasak | 1:4      | N-48 Ilulissat     |
| G-44 Qeqertarsuaq  | 1:1      | UB-68 Uummannaq    |

### Platzierungsspiele
Halbfinale
|                      | Ergebnis |                   |
| -------------------- | -------- | ----------------- |
| B-67 Nuuk            | 2:1      | G-44 Qeqertarsuaq |
| FC Malamuk Uummannaq | 1:3      | N-48 Ilulissat    |

Spiel um Platz 7
|                       | Ergebnis |                    |
| --------------------- | -------- | ------------------ |
| Kâgssagssuk Maniitsoq | 7:3      | Eqaluk-56 Ikerasak |

Spiel um Platz 5
|                   | Ergebnis |                 |
| ----------------- | -------- | --------------- |
| Aasiak-97 Aasiaat | 2:3      | UB-68 Uummannaq |

Spiel um Platz 3
|                   | Ergebnis |                      |
| ----------------- | -------- | -------------------- |
| G-44 Qeqertarsuaq | 2:4      | FC Malamuk Uummannaq |

Finale
| Datum           |           | Ergebnis |                | Ort       |
| --------------- | --------- | -------- | -------------- | --------- |
| 30. August 2005 | B-67 Nuuk | 3:1      | N-48 Ilulissat | Uummannaq |